# باريش بهليفان
باريش بهليفان (من مواليد 10 يوليو 1983) صحفي ومؤلف تركي. وهو معروف بأخباره الاستقصائية وكتبه عن السياسة التركية. تمت مقاضاته عدة مرات بسبب أنشطته الصحفية وقد سجن في 2011 و2020 ضمن هذه القضايا.

## السيرة الشخصية
تخرج باريش بهليفان من كلية الاتصالات بجامعة إسطنبول قسم الصحافة.
في عام 2004، عمل باريش بهليفان كمراسل في Kaçak Yayın Dergisi، وهي مجلة فنية مملوكة لمجموعة ليمان. عمل كمساعد مشروع ومساعد مخرج وناشر على التوالي في البرامج الوثائقية المسماة "Paranın Seyir Defteri" و«air Ceketli Çocuk: Kazım Koyuncu» و"Nohut Oda Bakla Sofa". لقد ساهم في برنامج 5N1K بقصة «مبيعات الأراضي للأجانب» و«اغتيال شاه مسعود». يعمل بهليفان منذ عام 2007 كمحرر تنفيذي لموقع إخباري على الإنترنت يدعى OdaTV.com أسسه الصحفي الاستقصائي سونر يالتشين. كما عمل كاتب عمود في جريدة كارشي. لقد واجه بهليفان العديد من المحاكمات وسجن بسبب أخباره وكتبه.
حصل على أهم جوائز الصحافة في تركيا. إنه عضو مجلس إدارة مؤسسة ناظم حكمت للثقافة والفنون. شغل بهليفان منصب رئيس تحرير موقع Odatv.com الإخباري منذ عام 2007.
أنتج باريش بهليفان الفيلم الوثائقي السياسي Oradaydım لقناة سي إن إن التركية التلفزيونية بين عامي 2005 و2010. المسلسل يشرح قصص أكثر من 250 حدثًا يتعلق بالتاريخ التركي الحديث.
شارك بهليفان في تأليف ثلاثة كتب تحقيق Sızıntı: Wikileaks'te Ünlü Türkler (التسرب: أتراك ويكيليكس المشهورون) ومحرم وميتستاز مع زميله باريش تيركوغلو. تمت مناقشة جميع الكتب الثلاثة كثيرًا في وقت نشرها وظلت في قائمة أفضل الكتب مبيعًا لفترة طويلة.

## المحاكمات
طوال حياته المهنية كصحفي، تم رفع عشرات الدعاوى القضائية ضده مع شكاوى من قبل الكثيرين، بما في ذلك أسماء مثل رجب طيب أردوغان أو فتح الله غولن.
في حلقة من برنامج «أوراديم» بثت في 24 فبراير 2007، ركز الفيلم الوثائقي على أحداث 12 سبتمبر 1980 في سجن ديار بكر. تم تقديم بهليفان للمحاكمة كمنتج واتهم بإثارة الفتنة العامة. في عام 2008، تمت تبرئته.
في 14 فبراير 2011، اعتقلت الشرطة التركية بيهليفان بعد تفتيش منزله ومكتب أودا تي في، واتهمته بالانتماء إلى منظمة إرغينكون - وهي عدد كبير من الصحفيين المتهمين فيما يتعلق بـodatv. تم القبض عليه واحتجازه في سجن سلوري بإسطنبول في صلة بعمله في Odatv، بتهمة صلاته بمنظمة إرغينكون. لم يمثل بهليفان أمام قاض ولم توجه إليه اتهامات رسمية إلا بعد مرور أكثر من تسعة أشهر على اعتقاله في 22 نوفمبر 2011. في سبتمبر 2012، تم الإفراج عنه بانتظار المحاكمة بعد صدور تقرير قضائي يؤكد أن الأدلة التي تم جمعها ضده ربما تكون مزورة رقميًا وأنها قد أرسلت باستخدام حصان طروادة لإصابة جهاز الكمبيوتر الخاص به. كشف التحليل اللاحق لحاسوب OdaTV الخاص بباريش بهليفان من قبل شركة الطب الشرعي الرقمي Arsenal Consulting أن الهجمات المحلية، التي تطلبت الوصول المادي، كانت مسؤولة عن تسليم المستندات التي تُدينه.
في 12 أبريل 2017، برأت المحكمة الجنائية العليا الثامنة عشرة جميع المتهمين الثلاثة عشر في قضية Odatv. كما قضت المحكمة برفع شكوى جنائية ضد أولئك الذين دبروا مؤامرة Odatv. اتضح أن هذه العملية ضد Odatv كانت مؤامرة وقد نفذها متسللون إلى الدولة من أعضاء منظمة غولن. تم رفع دعوى قضائية ضد الشرطة والمدعين العامين والقضاة الذين احتجزوا صحفيين أبرياء.
في 3 مارس 2020، بدأ تحقيق ضد بهليفان بسبب نبأ نشر في صحيفة Odatv عن تشييع قتيل من جهاز المخابرات الوطنية في ليبيا. لقد اعتقل في 6 مارس 2020 في محكمة تشاغليان في إسطنبول حيث ذهب للإدلاء بأقواله. ذكر في دفاعه أن السبب الحقيقي لاعتقاله، بعد 9 سنوات، هو كتابه السابق والجديد القادم. تطالب لائحة الاتهام بالسجن لمدة تصل إلى 19 عامًا لثمانية صحفيين كانوا يحاكمون معه.
اتضح حسب كاميرات المراقبة أنه تعرض لاعتداء في سجن سلوري حيث تم نقله بعد اعتقاله. وبعد الكشف عن لقطات الكاميرا للحادث، تم فتح تحقيق ضد المسؤولين.
بسبب المخاوف المتزايدة بشأن انتشار فيروس كورونا في السجون، صاغت الحكومة التركية قانونًا من شأنه إطلاق سراح ما يصل إلى 100 ألف سجين. خلال هذه المناقشات في البرلمان، أضاف المشرعون مادة إضافية تنص على أن الجرائم المرتكبة التي تتعلق بمنظمة المخابرات الوطنية سيتم استبعادها فعليًا من نطاق القانون الجديد؛ تم استبعاد الصحفيين الستة بشكل واضح من تخفيف أحكام السجن. تم إطلاق سراح زعماء الجريمة المنظمة والقتلة واللصوص المدانين من بين المجرمين الآخرين من السجن بينما ظل الصحفيون والمحامون والمدونون خلف القضبان بسبب ما يسمى بتهم «الإرهاب»، حيث تمت إزالة انتهاكات القانون من حيث صلته بمنظمة المخابرات الوطنية من «العفو». خلق هذا التغيير «الشخصي» رد فعل شعبي عظيم.
تم حظر موقع Odatv.com، حيث يشغل باريش بهليفان منصب رئيس التحرير، بقرار من المحكمة بعد هذه العملية الجديدة. يواصل موقع Odatv، الذي كان أكثر المواقع الإخبارية تأثيرًا في تركيا منذ 13 عامًا، بثه عبر عناوين الويب المختلفة.
عُقدت المحاكمة الأولى لستة صحفيين كانوا قد كتبوا خبر تشييع جنازة ضابط في منظمة المخابرات الوطنية قُتل في ليبيا يوم 24 يونيو 2020 في إسطنبول. تم الإفراج عن ثلاثة صحفيين، ولا يزال ثلاثة في السجن بعد المحاكمة. بعد الإفراج عن ثلاثة صحفيين، ظل باريش بهليفان واثنان من زملائه (مراد أجيريل وهوليا كيلينك) رهن الحبس الاحتياطي حتى 9 سبتمبر.

## فهرس
- Sızıntı: Wikileaks'te Ünlü Türkler (2012)، شارك في تأليفه Barış Terkoğlu ،(ردمك 978-605-534-018-6) .
- Mahrem: Gizli Belgelerde Türkiye'nin Sırları (2015)، شارك في تأليفه Barış Terkoğlu ،(ردمك 978-605-990-874-0) .
- Metastaz (2019)، شارك في تأليفه Barış Terkoğlu ،(ردمك 978-605-298-450-5) .

## الجوائز
- جائزة Çağdaş Gazeteciler Derneği Rafet Genç News لعام 2016 [17]
- جائزة أفضل كتاب من جامعة Yeditepe لعام 2018 [18]
- جائزة المؤلف عن حرية الفكر والتعبير من جمعية الناشرين الأتراك 2019 [19]
- جائزة Dil Derneği Emin Özdemir لعام 2019 [20]
- جائزة Çağdaş Gazeteciler Derneği Investigation Research لعام 2020 [21]
- جائزة هاليت شيلينك للقانون 2020 [22]
- Fikir Kulüpleri Federasyonu Yılın Umut Veren Gazetecilik Ödülü 2020 [23]

## روابط خارجية
- فيديو "Gazetecilere Özgürlük" مع ترجمة باللغة الإنجليزية
- فيديو بعنوان «اليوم العالمي لحرية الصحافة» باللغة الإنجليزية
- "Barış Pehlivan'a Doğum Günü Videosu" .[1]

1. ↑  "Friends of jailed journalist Barış Pehlivan celebrate his birthday" (بالإنجليزية). 10 Jul 2020. Archived from the original on 2020-10-05. Retrieved 2020-08-26.